# Nilo do Sinai
Nilo do Sinai (em latim: Nilus; em grego: Νείλος; romaniz.: Neílos), também conhecido como Nilo, o Velho ou Nilo de Ancira, foi um dos muitos discípulos e fervoroso defensor de João Crisóstomo.

## Vida
Ele aparece primeiro na história como um leigo, casado, com dois filhos. Nesta época, ele era um oficial na corte da Constantinopla e diz-se que era um prefeito pretoriano que, de acordo com as reformas de Diocleciano (r. 284–305) e Constantino (r. 306–337), era o mais alto funcionário nas quatro grandes divisões do Império Romano. No tempo de Nilo, esta autoridade já estava começando a decair.
Enquanto Crisóstomo foi Patriarca, antes de seu primeiro exílio (398–403), ele direcionou os estudos de Nilo para as escrituras e para a caridade. Por volta do ano 390:p. 190-91 ou 404:p. 11-14, Nilo abandonou sua esposa e um dos filhos, levando consigo o outro, Teódolo, para o Monte Sinai, onde se tornaram monges. Eles viveram ali até o ano de 410:p. 405, quando invasores sarracenos saquearam o mosteiro onde viviam e levaram Teódolo prisioneiro. Os seus captores eventualmente acabaram vendendo-o como escravo e ele acabou nas mãos do bispo de Elusa, na Palestina. O bispo recebeu Teódolo entre os seus clérigos e o deixou como um porteiro da igreja. Enquanto isso, Nilo, que tinha abandonado o mosteiro em busca do filho, finalmente encontrou-o em Elusa. O bispo então ordenou ambos padres permitiu que voltassem para o Sinai. A mãe e o outro filho também acabaram abraçando a vida religiosa no Egito. São Nilo viveu com certeza até 430 e é incerto quanto tempo depois ele teria morrido. Alguns escritores afirmam que ele viveu até 451:8-14.
Deste mosteiro no Sinai, Nilo se tornou famoso por todo cristianismo oriental. Através de suas obras e correspondências, ele teve um importante papel na história de seu tempo. Ele era conhecido como um teólogo, estudioso da Bíblia e um escritor asceta. Por isso, começando pelo imperador, todo tipo de pessoa escrevia para pedir-lhe conselhos. Suas numerosas obras, incluindo uma quantidade de cartas, consistem de denúncias contra heresias, o paganismo, abusos da disciplina e crimes contra as regras e princípios do ascetismo. Ele alerta e ameaça pessoas em altos cargos, abades e bispos, governadores e príncipes, até mesmo o imperador, sem medo. Ele manteve uma correspondência com Gainas, um líder dos godos, tentando convertê-lo do arianismo. Ele denunciou vigorosamente as perseguições contra João Crisóstomo, tanto ao imperador Arcádio (r. 395–408) quanto aos seus cortesões.

## Obras
As obras de São Nilo do Sinai foram editadas pela primeira vez por Pedro Possino (Paris, 1639). Em 1673, Suarez publicou um complemento em Roma. Suas cartas foram novamente colecionadas por Possino (Paris, 1657) e uma coleção ainda maior foi feita por Leão Alácio (Roma, 1668). Todas estas edições foram utilizadas por Migne em sua Patrologia Grega, vol. 79. Elas foram divididas por Fessler-Jungmann em quatro categorias:
1. Obras sobre os vícios e virtudes em geral: - "Peristeria" (P. G. 79, 811-968), um tratado em três partes endereçado a um monge chamado Agácio; "Sobre a oração" (peri proseuches, P. G. 79. 1165 - 1200); "Sobre os oito espíritos da maldade" (peri ton th'pneumaton tes ponerias, P. G. 79, 1145-64); "Sobre o vício versus as virtudes" (peri tes antizygous ton areton kakias, P. G. 79, 1140-44); "Sobre os vários maus pensamentos" (peri diapsoron poneron logismon, P. G. 79, 1200-1234); "Sobre a palavra do Evangelho segundo Lucas", 22:36 (P. G. 79, 1263-1280).
2. "Obras sobre a vida monástica": — Sobre o massacre dos monges no Monte Sinai, em sete partes, contando a vida do autor no Sinai, a invasão dos sarracenos e o cativeiro de seu filho (P. G. 79, 590-694); Sobre Albianos, um monge da Nítria, cuja vida era tida como exemplar (P. G. 79, 695-712); "Sobre o Ascetismo" (Logos asketikos, sobre o ideal de vida monástico, P. G. 79, 719-810); "Sobre a pobreza voluntária" (peri aktemosynes, P. G. 79, 968-1060); "Sobre a superioridade dos monges" (P. G. 79, 1061-1094); "Para Eulógio, o monge" (P. G. 79, 1093-1140).
3. "Admoestações" (Gnomai) ou "Capítulos" (kephalaia), por volta de 200 preceitos editados na forma de máximas curtas (P. G. 79, 1239-62). Estas foram provavelmente colecionadas por seus discípulos a partir de seus discursos.
4. "Cartas": — Possino publicou 355 delas, Allatius, 1061, divididas em quatro livros (P. G. 79, 81-585). Muitas não estão completas, outras se sobrepõem ou não são de fato cartas, mas sim trechos de obras de Nilo. Algumas são espúrias. Fessler-Jungmann as subdivide em classes: dogmáticas, exegéticas, moralizantes e ascéticas.